# Okmiany (stacja kolejowa)
Okmiany – stacja kolejowa w Okmianach, w gminie Chojnów, w województwie dolnośląskim.
Stacja otwarta w 1845 wraz z oddaniem do użytku linii łączącej Miłkowice z Jasieniem. W ramach modernizacji międzynarodowego szlaku kolejowego E-30, w roku 2006 przeszła gruntowną przebudowę (z wyjątkiem budynku stacyjnego, przekształconego na mieszkalny).

## Ruch pasażerski
| Rok  | Wymiana pasażerska na dobę |
| ---- | -------------------------- |
| 2017 | 200-299                    |
| 2022 | 150-199                    |